# Pleun Strik
Pleun Strik (* 27. Mai 1944 in Rotterdam; † 14. Juli 2022) war ein niederländischer Fußballspieler.

## Vereinskarriere
Strik rückte 1963 aus der Jugend in die erste Mannschaft von Feyenoord Rotterdam auf, wurde aber nicht in der Eredivisie eingesetzt. Daraufhin schloss er sich für drei Jahre den Go Ahead Eagles an, für die er von 1964 bis 1967 spielte.
Die erfolgreichste Zeit seiner Karriere verbrachte Strik beim PSV Eindhoven, bei dem er zum Mannschaftskapitän avancierte und zwischen Dezember 1967 und März 1975 nur zwei Ligaspiele verpasste. Mit PSV gewann er 1975 und 1976 die niederländische Meisterschaft und wurde 1974 sowie 1976 Pokalsieger.
1976 wechselte Strik zum Lokalrivalen FC Eindhoven, mit dem er 1977 in die Eerste Divisie abstieg. Mit seinem Wechsel zum NEC Nijmegen kehrte Strik nach nur einem Jahr in die Eredivisie zurück. 1982 setzte er seine Karriere im Alter von 38 Jahren in der Eerste Divisie beim VVV-Venlo fort, wo er seine aktive Laufbahn 1984 beendete.

## Nationalmannschaft
Am 7. September 1969 debütierte Strik für die niederländische Nationalmannschaft im WM-Qualifikationsspiel gegen Polen.
Bondscoach Rinus Michels berief ihn in den niederländischen Kader bei der Fußball-Weltmeisterschaft 1974 in Deutschland, wo er jedoch ohne Einsatz blieb.
Sein letztes Spiel für „Oranje“ bestritt er am 26. Mai 1974 in einem Freundschaftsspiel gegen Argentinien. In diesem letzten Spiel erzielte er auch sein einziges Tor für die Nationalmannschaft.

## Tod
Am 14. Juli 2022 starb Strik im Alter von 78 Jahren.